# Tragédia de Camarate
A Tragédia de Camarate, também conhecida como Acidente de Camarate ou Atentado de Camarate,  foi um desastre aéreo ocorrido em Portugal, a 4 de dezembro de 1980, no qual a queda de um avião Cessna sobre o bairro das Fontaínhas, em Camarate, a norte de Lisboa, vitimou o primeiro-ministro português Francisco Sá Carneiro, o ministro da Defesa Adelino Amaro da Costa, outros três passageiros e os dois pilotos do avião.
O incidente começou a ser investigado no próprio dia do desastre e foi alvo de vários inquéritos. Em setembro de 2006, o caso prescreveu, de forma inconclusiva. Em novembro do mesmo ano, um antigo segurança declarou, em entrevista, ter colocado um engenho explosivo da sua autoria a bordo da aeronave, embora a intenção fosse somente a de assustar os ocupantes. O engenho teria sido posteriormente alterado por forma a fazer explodir o avião. Uma vez que o caso havia prescrito, apesar destas declarações, o segurança não pôde ser julgado. Contudo, não há sequer provas forenses conclusivas quanto à real existência do dito engenho explosivo nem da sua eventual detonação.
A investigação inicial da autoridade aeronáutica concluiu que o acidente foi causado pela falta de combustível num dos tanques. O relatório final da polícia de 1981 excluiu ações criminosas.
Em 1983, o Procurador-Geral suspendeu a investigação.
Fruto de desconfianças, seguiram-se investigações parlamentares, de 1990 e 1991, que não conduziram a uma reabertura do caso, mas após o quinto inquérito parlamentar, em 1995, o caso foi reaberto. Para a reabertura da investigação judicial, os corpos das vítimas foram exumados, e um relatório forense concluiu que provavelmente não teria havido uma explosão na aeronave, embora essa possibilidade não tenha sido descartada. Depois  de entrevistar José Esteves, que mais tarde disse ter fabricado um dispositivo para o ataque, o processo-crime foi suspenso. Um processo particular lançado por familiares das vítimas foi declarado barrado no tempo em 1996, com exceção de um alegado conspirador, L.R., que foi detido no Brasil por outros motivos, levando à suspensão do prazo de 15 anos no seu caso. Em 1998, um juiz do tribunal distrital do Ministério Público acerca do caso de L.R. reafirmou que o desastre havia sido acidental, uma decisão confirmada pelo Tribunal de Recursos em 2000, com um acórdão de 800 páginas. Uma tentativa de reabrir o processo contra L.R. em 2001, com base em novas provas, foi julgada barrada no tempo. Os desafios jurídicos foram rejeitados pelo Supremo Tribunal em 2006, tendo sido interposto um recurso ao Tribunal Europeu dos Direitos do Homem em 2007, alegando violação do artigo 6.º da Convenção Europeia dos Direitos do Homem e que o caso havia sido barrado no prazo devido à negligência das autoridades portuguesas. O Tribunal concluiu em 2011 que a substância do seu direito de acesso a um tribunal não tinha sido prejudicada por negligência ou incumprimento por parte das autoridades competentes.
Em 2001, Ricardo Sá Fernandes, advogado dos familiares das vítimas, publicou um livro argumentando que o alvo do assassinato foi o então recém-nomeado ministro da Defesa, Adelino Amaro da Costa, civil, devido ao seu conhecimento sobre acordos de armamento com o Irão obtido a partir da sua nova posição. Em 2001 foi também lançado um filme sobre o tema "'Camarate: acidente ou atentado?, de Luís Filipe Rocha.
Em 2004, o VIIIº inquérito parlamentar sobre o caso, liderado pelo deputado democrata-cristão Nuno Melo  concluiu no seu relatório final unânime que o incidente tinha sido causado por um engenho explosivo na aeronave. Melo disse no Xº inquérito, em 2013, que seria necessário investigar a venda de armas ao Irão e ao "Fundo de defesa do Ultramar" do Exército. Disse também que Adelino Amaro da Costa havia perguntado ao Exército português sobre essa venda de armas, em 2 de dezembro de 1980, e que no dia 5 de dezembro, um dia após a sua morte, o Exército tinha emitido uma ordem declarando ilegal a venda de armas sob a sua jurisdição - não sob a jurisdiçao do Ministro da Defesa.
Em 2006, o ex-agente de segurança José Esteves confessou ter colocado um engenho explosivo destinado a um ataque ao avião. Disse que a intenção era que o dispositivo provocasse um incêndio antes da descolagem, permitindo que os ocupantes evacuassem em segurança, mas dando um "aviso" ao candidato presidencial António Soares Carneiro. Esteves disse que o seu dispositivo tinha sido uma bomba de fogo usando cloreto de potássio, açúcar e ácido sulfúrico. Em 2013, Esteves disse à Xª Comissão parlamentar que no planeamento da operação lhe tinha sido dito que o governo recém-eleito da Aliança Democrática estava a causar problemas com a venda de armas. Disse ainda que foi pago 200 mil dólares pelo "agente" da CIA Frank Stugis para criar o dispositivo, e que o seu dispositivo de bomba de fogo por si só não  teria causado o acidente, sustentando que explosivos adicionais deveriam estar envolvidos.
Em 2010, Diogo Freitas do Amaral, que logo após o acidente se tornou primeiro-ministro interino, publicou um livro sobre o assunto.
Em 2012, José Ribeiro e Castro defendeu um décimo inquérito parlamentar em parte devido à confissão de um dos alegados principais conspiradores, Fernando Farinha Simões, que em 2011 publicou uma confissão de 18 páginas na internet descrevendo o seu alegado envolvimento na operação. Farinha Simões disse ter sido incumbido pela Agência Central de Inteligência dos EUA como encarregado da operação, com um custo de 750 mil dólares, pago com cartões de crédito dessa instituíção, e que dos quais 200 mil dólares tinham sido entregues a José Esteves pelos seus serviços de fabrico de bombas.

## O acidente
Na noite de 4 de dezembro de 1980, durante a campanha presidencial do general Soares Carneiro, candidato pela Aliança Democrática (AD), o ministro da Defesa português, Adelino Amaro da Costa tinha disponível uma aeronave Cessna a fim de deslocar-se ao Porto, onde iria assistir ao encerramento da campanha. O então primeiro-ministro português Francisco Sá Carneiro, que também se dirigia para o Porto para participar no comício, acompanhado da sua companheira Snu Abecassis, desmarcou os bilhetes da TAP que tinha reservado e aceitou o convite de Amaro da Costa, embarcando a bordo do Cessna juntamente com este, sua mulher Maria Manuel Simões Vaz da Silva Pires, o chefe de gabinete do primeiro-ministro, António Patrício Gouveia, e os dois pilotos do aparelho, Jorge Albuquerque e Alfredo de Sousa.
Pouco depois de levantar voo, o avião incendiou-se e despenhou-se sobre o bairro das Fontaínhas, zona residencial vizinha da pista do Aeroporto da Portela, calculando-se que o impacto no solo ocorreu 26 segundos depois da descolagem. O avião Cessna tinha entretanto embatido em cabos de baixa tensão, perdendo velocidade e acabando por se despenhar e incendiar sobre uma casa do bairro das Fontaínhas. Testemunhos contraditórios colocam em cima da mesa a hipótese de atentado, alegando algumas testemunhas oculares terem visto o Cessna a incendiar-se aquando do impacto final contra as habitações e outras testemunhas que o aparelho já se encontrava em chamas durante o voo, antes ainda do primeiro embate contra os cabos de baixa tensão. Morreram os sete ocupantes do aparelho, não se tendo registado vítimas entre os moradores do bairro, apesar de cinco habitações e três automóveis terem sido danificados.

## A investigação
No próprio dia do acidente, a 4 de Dezembro de 1980, foi instaurado um inquérito preliminar, dirigido pelo Ministério Público e investigado pela Polícia Judiciária, o qual foi concluído com relatório publicado a 9 de Outubro de 1981, considerando que não havia indício de crime e que os autos deveriam aguardar, por mera cautela, a produção de melhor prova.
A 12 de outubro de 1981, a fim de que toda a dúvida fosse dissipada, o procurador-geral da República determinou que as investigações deveriam prosseguir na modalidade de "inquérito público", o qual foi determinado pelo Ministério Público a 16 de fevereiro de 1983 que ficasse a aguardar produção de melhor prova, corroborando a posição sustentada pela Polícia Judiciária. Uma primeira comissão parlamentar de inquérito foi instituída, e na sequência do trabalho por ela realizado, a 15 de julho de 1983 o Ministério Público requereu a abertura de instrução preparatória, solicitando a inquirição dos Deputados que tinham composto aquela comissão, a fim de "esclarecerem todos os elementos novos e suplementares suscetíveis de conduzir à mais completa verdade material". A partir desta altura a investigação transitou do Ministério Público para o juiz de instrução criminal, passando também a Polícia Judiciária a actuar na estrita dependência funcional daquele juiz.
Apenas passados mais de cinco anos foram completadas as inquirições e audições aos Deputados, tendo a Assembleia da República recusado autorização relativamente a dois depoimentos. A 18 de Fevereiro de 1988, e não tendo ainda sido completadas, pelo juiz de instrução criminal, aquelas inquirições, foram juntas aos autos, a pedido do Ministério Público, os relatórios e atas das primeira, segunda e terceira comissões parlamentares de inquérito, promovendo ainda dez séries de diligências de que constavam:
1. A realização de várias peritagens, com a formulação de quesitos e a indicação de peritos, tendo em vista a despistagem de vestígios de explosivos nos destroços do avião e no vestuário das vítimas;
2. A obtenção de esclarecimentos técnicos sobre o significado da presença de partículas metálicas nos pés do piloto e outros aspetos do foro médico-legal;
3. A reavaliação do estudo do perfil do voo;
4. O reexame da peritagem sobre o rasto de fragmentos.

No mesmo requerimento, o Ministério Público promoveu nova deslocação a Portugal do National Transportation Safety Board dos Estados Unidos e a constituição de uma equipa pericial multidisciplinar, incluindo os ramos aeronáutico, de explosivos, patologia legal e radiologia forense, tendo sugerido o pedido de cooperação do governo inglês, sendo o requerimento deferido pelo juiz de instrução criminal.
A instrução preparatória foi encerrada em 8 de Maio de 1990, tendo o Ministério Público concluído pela não existência de indícios de atentado mas propondo, por cautela, que os autos aguardassem a produção de melhor prova. Por despacho de 17 de Maio de 1990, o juiz de instrução criminal concordou, no essencial, com a posição do Ministério Público e decidiu que o processo ficasse a aguardar a produção de melhor prova.
Em Agosto de 2020, Alexandre Patrício Gouveia, irmão de António Patrício Gouveia, uma das vítimas, disse que o atentado foi planeado por cinco elementos do Partido Republicano dos Estados Unidos e por agentes da secreta americana. Em causa estaria a venda ilegal de armas ao Irão, venda que deveria passar por Portugal.

## Comissões de inquérito
O parlamento português chegou a nomear 10 comissões de inquérito para averiguar as causas e circunstâncias em que, no dia 4 de dezembro de 1980, ocorreu a morte do primeiro-ministro, Francisco Sá Carneiro, do ministro da Defesa Nacional, Adelino Amaro da Costa, e dos seus acompanhantes.

### III Comissão Parlamentar de Inquérito
Em 1987, a III Comissão de Inquérito escreveu “Caiu por virtude de sabotagem e, portanto, de um atentado, estando-se, assim, na presença de uma intervenção criminosa”.

### IV Comissão Parlamentar de Inquérito
Concluídos os trabalhos da quarta comissão parlamentar de inquérito, em 11 de Outubro de 1991, o Ministério Público analisou o relatório e as atas e requereu a sua junção aos autos. Considerando não existirem elementos novos ou relevantes, concluiu, no entanto, que a Polícia Judiciária deveria proceder à recolha e ao tratamento de informação criminal com base em notícias que circulavam, ainda que sem suporte na investigação. O juiz de instrução criminal, por despacho de 20 de Janeiro de 1992, analisou a prova e determinou o arquivamento dos autos, considerando implicitamente que não se justificavam as cautelas do Ministério Público, face à inexistência absoluta de indícios de crime.

### V Comissão Parlamentar de Inquérito
A 2 de maio de 1995, de posse de alguns elementos relativos aos trabalhos da quinta comissão parlamentar de inquérito, o Ministério Público requereu a reabertura da instrução preparatória e, em 5 e 10 de Maio, promoveu a realização de novas diligências que foram consideradas, juntamente com as que o juiz determinara oficiosamente. No decurso do mesmo ano familiares das vítimas foram admitidos como assistentes no processo, tendo a instrução preparatória sido encerrada em 6 de Novembro de 1995 pelo juiz de instrução criminal. A 10 de novembro de 1995, perante o valor e o significado das provas, globalmente consideradas, o Ministério Público promoveu que os autos continuassem a aguardar a produção de melhor prova.
Os assistentes reclamaram para o Procuradoria-Geral Distrital de Lisboa e para a Procuradoria-Geral da República, sendo as reclamações desatendidas. Em 17 de novembro de 1995, os assistentes deduziram acusação particular contra quatro indivíduos, tendo sido aperta a instrução contraditória em 23 de novembro de 1995 pelo juiz de instrução criminal, esclarecendo que o tinha feito por imperativo legal e não por considerar que existissem quaisquer indícios de crime, tendo sido indeferidas grande parte das diligências requeridas pelos assistentes. A 9 de janeiro de 1996, o juiz de instrução criminal, divergindo do parecer do Ministério Público, considerou prescrito o procedimento criminal contra três arguidos, tendo o Ministério Público recorrido deste despacho a 22 de Janeiro de 1996, o qual teve provimento negado pelo Tribunal da Relação. Do acórdão do Tribunal da Relação, o Ministério Público recorreu, a 10 de julho de 1997, para o Supremo Tribunal de Justiça que não conheceu do recurso. A instrução contraditória foi encerrada a 15 de Novembro de 1996, tendo o Ministério Público mantido a posição anterior, de que os autos deveriam aguardar a produção de melhor prova.
A 13 de dezembro de 1996, os assistentes deduziram acusação definitiva, o qual processo foi remetido ao juiz competente para a pronúncia. Este, em despacho circunstanciado de mais de 700 páginas, a 16 de abril de 1998, rejeitou a acusação dos assistentes, por considerar não haver nenhum indício de crime, e ordenou o arquivamento do processo. Os assistentes interpuseram recurso para o Tribunal da Relação de Lisboa, para onde os autos subiram em 28 de Setembro de 1998. 

### VI Comissão Parlamentar de Inquérito
Os trabalhos da 6.ª comissão parlamentar de inquérito foram concluídos a 6 de Julho de 1999. Apenas esta sexta comissão sustentou a tese de atentado no acidente de Camarate.

### VII Comissão Parlamentar de Inquérito
A 28 de junho de 2001 foi aprovada por maioria na Assembleia da República, a pedido do PSD, a constituição de uma sétima comissão de inquérito ao acidente de Camarate. Esta comissão de inquérito foi interrompida já depois de terem começado as audições, devido à demissão do então primeiro-ministro António Guterres e a dissolução da Assembleia da República pelo Presidente Jorge Sampaio.

### VIII Comissão Parlamentar de Inquérito
A 16 de maio de 2002 o pedido de criação da oitava comissão de inquérito para investigação do acidente de Camarate deu entrada na Assembleia da República, por iniciativa do PSD e do CDS-PP. Em Dezembro de 2004 o presidente da Comissão Parlamentar de Inquérito ao acidente de Camarate, Nuno Melo, anunciou que a Assembleia da República iria debater a suspeita de uma nova ligação entre a venda ilegal de armas a países como o Irão ou a Indonésia e o acidente de Camarate. Um relatório da Inspeção-Geral das Finanças apontava para "negócios pouco claros de venda de armas a países como a Indonésia, o Irão, a Guatemala, e a Argentina, que tinham sido proibidos pelo então Ministro da Defesa, Adelino Amaro da Costa". Em causa estava um montante equivalente a pelo menos 35 milhões de euros do Fundo de Defesa do Ultramar, montante esse que desapareceu. Nuno Melo, também deputado do CDS-PP, da coligação governamental, disse também que "há pessoas com altas responsabilidades de Estado, que tinham, nos termos da lei, a tutela máxima sobre o Fundo, e que terão de explicar o que aconteceu".
José Ribeiro e Castro, também do CDS-PP, sublinhou ainda que, entre a quarta e a oitava Comissão de Inquérito Parlamentar ao acidente de Camarate, a Assembleia da República "concluiu sempre pela existência de crime" no acidente que vitimou o antigo chefe do Governo Francisco Sá Carneiro e o seu ministro da Defesa Amaro da Costa.
A comissão em 2004, presidida pelo centrista Nuno Melo, não chegou ao fim devido à dissolução da Assembleia da República.

### IX Comissão Parlamentar de Inquérito
A nona comissão de inquérito foi interrompida pela dissolução do Parlamento em 2011

### X Comissão Parlamentar de Inquérito
A décima foi presidida pelo deputado do PSD José Matos Rosa, que teve como vice-presidentes Raul Almeida, pelo CDS-PP, e António Braga, pelo PS e tomou posse em Janeiro de 2013. Esta comissão de inquérito esperava que os serviços secretos dos Estados Unidos, Alemanha e Reino Unido pudessem fornecer provas concretas sobre a tragédia de Camarate. Assim, foram pedidos às embaixadas destes países informações, após várias pessoas terem afirmado - em audições à porta fechada - que polícias secretas, como a Stasi, tinham uma forte presença no país no início da década de 1980, podendo ter informações sobre o caso Camarate.
O especialista em exploração de minas Henrique Miranda e engenheiro metalúrgico José Cavalheiro, ambos docentes universitários entretanto aposentados, explicaram na comissão parlamentar de inquérito que o "puzzle" montado desmente a primeira versão oficial de acidente. O perito garantiu que, depois de "juntar as peças, algumas estragadas pelo uso ou perdidas", foi possível "vislumbrar a imagem do puzzle": "houve uma carga (explosiva) não muito grande, mas de grandes efeitos, que induziu o desgoverno mecânico ou a impossibilidade de os pilotos reagirem, pelo incêndio ou a intoxicação com monóxido de carbono, e a consequente queda".
O relatório final da X Comissão Parlamentar de Inquérito à Tragédia de Camarate reafirma a tese de atentado e aponta "lacunas" à atuação da Polícia Judiciária e da Procuradoria-Geral da República. "A queda do avião em Camarate, na noite de 4 de dezembro, deveu-se a um atentado", lê-se nas conclusões finais do texto, cujo deputado relator foi o social-democrata Pedro do Ó Ramos.
O relatório realça também que “foi evidenciado, com elevado grau de confiança, que José Moreira (o dono do avião utilizado na campanha presidencial de 1980) e Elisabete Silva foram assassinados no início de janeiro de 1983”.
José Moreira e Elisabete Silva foram encontrados mortos no seu apartamento, em Carnaxide, a 5 de janeiro de 1983, dias antes de aquele engenheiro ir testemunhar em comissão parlamentar de inquérito sobre a queda do Cessna, depois de ter afirmado possuir informações relevantes sobre o assunto: “A atuação da PJ na investigação à morte de José Moreira e Elisabete Silva foi deficiente e apresentou lacunas inequívocas, sendo difícil crer que se tenha devido apenas a eventuais descuidos”, refere o documento citado pela Lusa em 23 de junho deste ano.
Na verdade, passados vários anos, de acordo com o relatório preliminar da X Comissão Parlamentar de Inquérito à Tragédia do Camarate é que eles foram, “com elevado grau de confiança“, assassinados.